# Sharp X1-CS
Sharp X1-CS (CZ-803C) (X1-CS (CZ-803C)) је кућни рачунар фирме Шарп (Sharp) који је почео да се производи у Јапану током 1984. године.
Користио је Sharp Z80 A микропроцесорску јединицу а РАМ меморија рачунара је имала капацитет од 64 KB. 

## Детаљни подаци
Детаљнији подаци о рачунару X1-CS (CZ-803C) су дати у табели испод.
|                       |                                         |
| [ 1 ]                 |                                         |
| Произвођач            | Шарп                                    |
| Тип                   | кућни рачунар                           |
| Меморија              | 64                                      |
| Поријекло             | Јапан                                   |
| Година                | 1984                                    |
| Тастатура             | тастатура са пуним помаком тастера      |
| Процесор              |                                         |
| Фреквенција процесора | 4                                       |
| RAM                   | 64                                      |
| ROM                   | 6                                       |
| Текст                 | 40 / 80 x 25 (+ јапански Kanji знакови) |
| Графика               | 320 x 200 / 640 x 200                   |
| Боја                  | 8                                       |
| Звук                  | 3 гласа PSG                             |
| Димензије             | непознато                               |
| Портови               |                                         |
| Оперативни систем     |                                         |